# الدوري الإيطالي الدرجة الثالثة 1926–27
الدوري الإيطالي الدرجة الثالثة 1926–27 (بالإيطالية: Seconda Divisione 1926-1927)‏ هو الموسم 1 من الدوري الإيطالي الدرجة الثالثة. أقيم خلال الفترة 7 نوفمبر 1926 وحتى 17 يوليو 1927، وكان عدد الأندية المشاركة فيه 58، وفاز فيه نادي مونزا.